# Grand Prix Formule 1 van Oostenrijk 1978
De Grand Prix Formule 1 van Oostenrijk 1978 werd gehouden op 13 augustus 1978 op de Österreichring.

## Uitslag
| Positie | Nummer | Rijder                | Team               | Ronden | Tijd/Opgave         | Startplaats | Punten |
| ------- | ------ | --------------------- | ------------------ | ------ | ------------------- | ----------- | ------ |
| 1       | 6      | Ronnie Peterson       | Lotus-Ford         | 54     | 1:41:21.57          | 1           | 9      |
| 2       | 4      | Patrick Depailler     | Tyrrell-Ford       | 54     | +47,44 s            | 13          | 6      |
| 3       | 12     | Gilles Villeneuve     | Ferrari            | 54     | +1:39.76            | 11          | 4      |
| 4       | 14     | Emerson Fittipaldi    | Fittpaldi-Ford     | 53     | +1 Ronde            | 6           | 3      |
| 5       | 26     | Jacques Laffite       | Ligier-Matra       | 53     | +1 Ronde            | 5           | 2      |
| 6       | 19     | Vittorio Brambilla    | Surtees-Ford       | 53     | +1 Ronde            | 21          | 1      |
| 7       | 2      | John Watson           | Brabham-Alfa Romeo | 53     | +1 Ronde            | 10          |        |
| 8       | 30     | Brett Lunger          | McLaren-Ford       | 52     | +2 Rondes           | 17          |        |
| 9       | 31     | René Arnoux           | Martini-Ford       | 52     | +2 Rondes           | 26          |        |
| NC      | 17     | Clay Regazzoni        | Shadow-Ford        | 50     | +7 Rondes           | 22          |        |
| NC      | 32     | Keke Rosberg          | Wolf-Ford          | 49     | +7 Rondes           | 25          |        |
| DQ      | 22     | Derek Daly            | Ensign-Ford        | 41     | Geduwd bij de start | 19          |        |
| NF      | 8      | Patrick Tambay        | McLaren-Ford       | 40     | Ongeluk             | 14          |        |
| NF      | 16     | Hans-Joachim Stuck    | Shadow-Ford        | 33     | Ongeluk             | 23          |        |
| NF      | 15     | Jean-Pierre Jabouille | Renault            | 31     | Versnellingsbak     | 3           |        |
| DQ      | 11     | Carlos Reutemann      | Ferrari            | 28     | Geduwd bij de start | 12          |        |
| NF      | 1      | Niki Lauda            | Brabham-Alfa Romeo | 27     | Ongeluk             | 4           |        |
| NF      | 3      | Didier Pironi         | Tyrrell-Ford       | 20     | Ongeluk             | 9           |        |
| NF      | 7      | James Hunt            | McLaren-Ford       | 7      | Ongeluk             | 8           |        |
| NF      | 27     | Alan Jones            | Williams-Ford      | 7      | Ongeluk             | 15          |        |
| NF      | 35     | Riccardo Patrese      | Arrows-Ford        | 7      | Ongeluk             | 16          |        |
| NF      | 23     | Harald Ertl           | Ensign-Ford        | 7      | Ongeluk             | 24          |        |
| NF      | 25     | Héctor Rebaque        | Lotus-Ford         | 4      | Ongeluk             | 18          |        |
| NF      | 29     | Nelson Piquet         | McLaren-Ford       | 4      | Ongeluk             | 20          |        |
| NF      | 20     | Jody Scheckter        | Wolf-Ford          | 3      | Ongeluk             | 7           |        |
| NF      | 5      | Mario Andretti        | Lotus-Ford         | 0      | Ongeluk             | 2           |        |
| NQ      | 37     | Arturo Merzario       | Merzario-Ford      |        |                     |             |        |
| NQ      | 9      | Jochen Mass           | ATS-Ford           |        |                     |             |        |
| NQ      | 18     | Rupert Keegan         | Surtees-Ford       |        |                     |             |        |
| NQ      | 10     | Hans Binder           | ATS-Ford           |        |                     |             |        |
| PQ      | 36     | Rolf Stommelen        | Arrows-Ford        |        |                     |             |        |

## Statistieken
| Pole-position | Ronnie Peterson | Lotus-Ford | 1:37.71 |
| Snelste ronde | Ronnie Peterson | Lotus-Ford | 1:43.12 |

## Noot
- Dit was de tiende snelste ronde voor een Zweedse coureur.
- Eerste podiumplaats voor Gilles Villeneuve en voor een Canadese coureur.
- Dit was de tiende Grand Prix-winst en vijfentwintigste podiumplaats voor Ronnie Peterson.
- Dit was de tweede overwinning van de Grote Prijs van Oostenrijk voor Ronnie Peterson. Hij werd daarmee de eerste meervoudige winnaar in Oostenrijk; een race die in de eerste negen jaar negen verschillende winnaars had gekend.

1963 · 1964 · 1970 · 1971 · 1972 · 1973 · 1974 · 1975 · 1976 · 1977 · 1978 · 1979 · 1980 · 1981 · 1982 · 1983 · 1984 · 1985 · 1986 · 1987 · 1997 · 1998 · 1999 · 2000 · 2001 · 2002 · 2003 · 2014 · 2015 · 2016 · 2017 · 2018 · 2019 · 2020 · 2021 · 2022 · 2023 · 2024 · 2025